# Diagram Hassego
Diagram Hassego – graf skierowany przedstawiający częściowy porządek w zbiorze, w odpowiedni sposób przedstawiony graficznie.
Niech {\displaystyle P=(S,\leqslant )} będzie zbiorem {\displaystyle S} z częściowym porządkiem {\displaystyle \leqslant .} Mówi się, że element {\displaystyle s} zbioru {\displaystyle S} nakrywa element {\displaystyle t,} jeżeli {\displaystyle t\leqslant s,} oraz nie istnieje w {\displaystyle S} taki element {\displaystyle u,} że {\displaystyle t<u<s.}
Diagram Hassego zbioru {\displaystyle S} i danego na nim porządku {\displaystyle \leqslant } przedstawia graf, którego wierzchołki reprezentują elementy zbioru {\displaystyle S,} i którego dwa wierzchołki {\displaystyle s} i {\displaystyle t} połączone są krawędzią (biegnącą z {\displaystyle s} do {\displaystyle t}) wtedy i tylko wtedy, gdy {\displaystyle t} nakrywa {\displaystyle s.}
Na diagramie nie oznacza się kierunku krawędzi grafu; zamiast tego element nakrywający jest rysowany wyżej od elementów przezeń nakrywanych, czyli wszystkie krawędzie są skierowane w górę.

## Przykłady
Poniższe diagramy reprezentują podzbiory zbioru czteroelementowego, uporządkowane relacją zawierania.
|  |  |  |  |